# Estadio Ronnie Brunswijk
El Estadio Ronnie Brunswijk (en neerlandés: Ronnie Brunswijkstadion)  es un estadio de fútbol ubicado en Moengo, una localidad de Surinam. El estadio es propiedad y está operado por el político surinamés Ronnie Brunswijk, y su inquilino principal es el Inter Moengotapoe, un club de fútbol de la Hoofdklasse (Primera división) de Surinam. Su capacidad es de alrededor de 3000 espectadores.